# Pěťour maloúborný

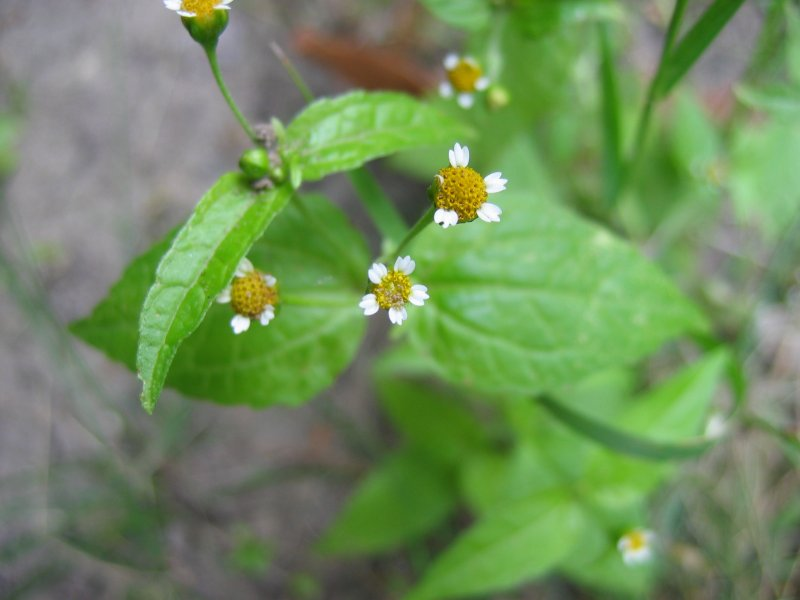
Úbory zblízka

Pěťour maloúborný (Galinsoga parviflora) je jednoletá bylina z čeledi hvězdnicovité, je známa také pod názvem pěťour malokvětý.

## Popis
Lodyha je zelená, bývá vysoká až 50 cm, lysá a široce větvená. Listy jsou vstřícné, celistvé, řapíkaté, nejhořejší téměř přisedlé, nepravidelně slabě pilovitě zubaté. Zákrov je oblý. Úbory má drobné, 3 až 5 mm v průměru, jsou sestaveny v chudých vidlanech. Květy v terči jsou pravidelné, oboupohlavné. Paprskovité okrajové květy jsou souměrné, samičí s malou jazykovitou bílou korunkou, většinou pětičetné.
Plodem jsou dvoutvaré černé nažky. Z terčovitých květů jsou vejčité, chlupaté, se stříbřitým chmýrem, z paprskovitých květů jsou zploštělé se zakrnělým chmýřím. Kvete od května až do prvního zámrazu. Jedna rostlina může na příznivém stanovišti vyprodukovat až 300 000 nažek.

## Nároky na prostředí
Roste na polích v okopaninách, na zahradních záhonech, vinicích, rumištích, kompostech. Preferuje hlinité až písčité, středně vlhké, živinami bohaté, kypré půdy. Potřebuje mnoho vláhy, a proto s oblibou roste na zavlažovaných pozemcích. V suchých létech nebo v suchých oblastech se vyskytuje méně. Největšího rozvoje dosahuje v druhé polovině léta, za příznivých podmínek má několik generací za sezonu. Je to nitrofilní a světlomilný druh.

## Rozmnožování
Rozmnožuje se převážně semeny, ale i jeho vytržená nebo polehlá lodyha za vlhka úspěšně zakoření. Výkyvy v teplotě i v množství vody zvyšují klíčivost. Nažky si podrží klíčivost dvě i více let. Klíčí na světle, z okrajových květů lépe než z terče. Po každém zkypření půdy se dostanou na povrch další semena. Již za tři týdny po vyklíčení může za příznivých okolností rostlina vykvést. Nažky dozrávají ještě několik dnů po vytržení byliny.

## Rozšíření
Je to v dnešní době skoro kosmopolitní rostlina, rozšířená nejvíce v mírném a subtropickém pásmu. Pochází z Jižní Ameriky a postupně byla zavlečena člověkem do různých částí světa s odpovídajícím klimatem. Do Evropy byl dovezen jako exotická bylina okolo roku 1790. Dnešní evropské rostliny pravděpodobně pocházejí z exempláře pěstovaného v pařížské botanické zahradě. V 19. a 20. století byl prakticky zavlečen do celého světa a roste ve všech oblastech, kde se pěstují kulturní rostliny. Stejně byl jako plevel do různých částí světa zavlečen i podobný druh pěťour srstnatý (Galinsoga quadriradiata), který roste i v ČR.

## Využití
Je to úporný plevel, jehož hlavním rysem je veliká škodlivost při zaplevelování zemědělské nebo zahradnické půdy. Kořenový systém má bohatý, i když mělký, a odebírá plodinám mnoho živin a vláhy. Svým rychlým růstem užitkové rostliny také zastiňuje. Má však vysoký obsah bílkovin a málo hrubých vláken, proto může sloužit jako vydatná šťavnatá píce pro užitková zvířata až do prvých mrazů, které ho zničí.
Pěťour malokvětý se také používá v lidovém lékařství. Obsahuje bílkoviny, flavonoidy, trochu silice, pryskyřičné látky, saponiny, vitamín C a další látky. Sbírá se kvetoucí nať (Herba galinsogae), která se suší. Podává se ve formě tinktur, odvarů, zábalů i koupelí proti lupénce, ekzému, na bércové vředy i na špatně se hojící rány. Droga zpevňuje dásně postižené paradentózou, zvyšuje laktaci, působí desinfekčně, snižuje horečku a krevní tlak.

## Taxonomie

### Synonyma
Zde jsou synonyma podle Květeny ČR:
- Galinsoga quinqueradiata Ruiz et Pavón
- Wiborgia acmella Roth
- Wiborgia parviflora (Cav.) Kunth

V druhotném evropském areálu je proměnlivost poměrně malá.. Flóra Severní Ameriky rozlišuje 2 variety:
- Galinsoga parviflora Cav. var. parviflora
- Galinsoga parviflora Cav. var. semicalva A. Gray